# Коротышское сельское поселение
Коро́тышское се́льское поселе́ние — муниципальное образование в Ливенском районе Орловской области России.
Создано в 2004 году в границах одноимённого сельсовета. Административный центр и единственный населённый пункт — село Коротыш.

## География
Расположено северо-западнее города Ливны.
Сельское поселение вытянуто с юга на север по правому берегу реки Сосны. Оно занимает значительную часть глубокой балки, начинающейся от села Росстани. Местность — типичная Восточно-Европейская равнина. Протяженность с севера на юг — 10 км, с запада на восток — 9 км. 

Общая площадь составляет 4839 га.
Коротышское сельское поселение на юго-западе граничит с Сосновским, на западе с Речицким, на севере с Крутовским поселением, с городской чертой Ливен на северо-востоке. На востоке граничит с Беломестненским сельским поселением, а на юге с Вахновским.
Водные ресурсы состоят из реки Сосны, ручья Средний Коротыш и пруда.

## Население
| 2010  | 2012  | 2013  | 2014  | 2015  | 2016  | 2017  |
| ----- | ----- | ----- | ----- | ----- | ----- | ----- |
| 1636  | ↘1582 | ↘1579 | ↘1568 | ↘1562 | ↘1536 | ↘1527 |
| 2018  | 2019  | 2020  | 2021  | 2023  |       |       |
| ↘1499 | ↘1473 | ↘1448 | ↘1365 | ↘1332 |       |       |

Центром сельского поселения и его единственным населённым пунктом является село Коротыш (Михайловское). Подобных поселений состоящих из одного села в Ливенском районе больше нет:219.

## Достопримечательности
Помимо достопримечательностей самого села Коротыш, на окраине сельского поселения имеется братское захоронение Второй мировой войны:220.

## Экономика
Имеется два крупных хозяйствующих субъекта. Один из них — ОАО «Заря», занимающееся сельским хозяйством. Второй — Филиал ОАО «ОЗСК», производящее силикатные стеновые материалы.

## Инфраструктура
На территории сельского поселения находится дом культуры, средняя школа (количество детей — 140, работающих — 39) детский сад (количество детей — 69, работающих — 28), библиотека, школа искусств, комплексный приемный пункт, амбулатория, приход храма св. Великомученика Георгия Победоносца, торговая сеть магазинов.

## Транспорт и связь
Населенные пункты поселения связаны между собой и районным центром шоссейными и грунтовыми дорогами. В качестве общественного транспорта действует автобусное сообщение с Ливнами (18 рейсов в сутки) и маршрутное такси.
В Коротышском сельском поселении работают 4 сотовых оператора Орловской области:
- МТС
- Билайн, компания Вымпел-Регион
- Мегафон, компания ЗАО Соник дуо
- TELE2

## Администрация
Администрация сельского поселения находится в селе Коротыш, ул. Молодёжная, д.1

Её главой является — Янзин Сергей Николаевич.